# Фазміди
Фазмі́ди (англ. Phagmides) — генетичні вектори, створені на базі ДНК фагів Ff з вставленою точкою початку реплікації з бактеріальних плазмід.
Також це облігатні внутрішньоклітинні мутуалісти та коменсали бактерій, які являють собою одноланцюгові кільцеві ДНК плазміди. Фазміди асоційовані із багатьма бактеріофагами, з якими гібридизуються. Вони здатні вмонтовуватись у геном бактерії-господаря, реплікуватися разом з ним, захоплювати його окремі гени і запаковуватись у капсид бактеріофагів, з якими передаються до інших бактерій.

## Будова фазміди
Основні елементи фазміди:
- Точка початку реплікації[en] плазмід
- Селективний маркер (зазвичай ген резистентності до антибіотику)
- Міжгенний регіон
- Ген білка капсиду
- Сайт впізнавання ферментів рестрикції
- Промотор
- Ділянка ДНК, яка кодує сигнальний пептид[3]

Фазміду можна перетворити на ниткоподібні фагові частинки за допомогою коінфекції допоміжними фагами.